# 1305

## Události
- 9. srpen – Angličané zajali Williama Wallace
- 15. prosinec – profrancouzský papež Kliment V. jmenoval deset nových kardinálů, z toho 9 Francouzů
- jaro – zdravotní stav Václava II. se definitivně zhoršil
- první písemná zmínka o Jasenné

## Narození
- 15. června – Anežka Přemyslovna, kněžna javorská a svídnická († 1336/1337)
- 29. září – Jindřich II. Dolnobavorský, bavorský vévoda († 1339)
- Alžběta Polská, uherská a chorvatská královna jako manželka Karla I. Roberta a polská regentka († 29. prosince 1380)
- Ašikaga Takaudži, japonský samurajský velitel († 7. června 1358)
- Beatrix Lucemburská, uherská královna jako manželka Karla I. Roberta (* 11. listopadu 1319)
- Petr II. Sicilský, sicilský král († 15. srpna 1342)

## Úmrtí
- 19. ledna – Roger de Lauria, italský admirál (* 1250)
- 19. března – Blanka Francouzská, rakouská a štýrská vévodkyně, dcera francouzského krále Filipa III. (* mezi roky 1276 a 1285)
- 2. dubna – Jana I. Navarrská, francouzská královna jako manželka Filipa IV. a navarrská panovnice (* 14. ledna 1272)
- 21. června – Václav II., český a polský král (* 1271)
- 23. srpna – William Wallace, skotský hrdina (* okolo 1272)
- 10. září – Mikuláš Tolentinský, italský augustiánský mnich a světec (* kolem 1246)
- ? – Moše z Leonu, španělský rabín a kabalista (* asi 1250)
- ? – Jean de Meung, francouzský básník (* 1240)
- ? – Jan IV. Braniborský, braniborský markrabě (* kolem 1261)

## Hlava státu
Jižní Evropa
- Iberský poloostrov
  - Portugalské království – Dinis I. Hospodář
  - Kastilské království – Ferdinand IV. Pozvaný
  - Aragonské království – Jakub II. Spravedlivý
- Itálie
  - Papežský stát – Kliment V.
  - La serenissima – Pietro Gradenigo

Západní Evropa
- Francouzské království – Filip IV. Sličný
- Anglické království – Eduard I. Dlouhán

Severní Evropa
- Norské království – Haakon V. Magnusson
- Švédské království – Birger Magnusson
- Dánské království – Erik VI. Menved

Střední Evropa
- Svatá říše římská – Albrecht I. Habsburský
  - České království – Václav II. – Václav III.
  - Henegavské hrabství – Vilém III. z Avesnes
- Polské království – Václav I. Český – Václav II. Český
- Uherské království – Ladislav V. Český – Ota III. Dolnobavorský

Východní Evropa
- Litevské velkoknížectví – Vytenis
- Moskevská Rus – Jurij III. Daniilovič
- Bulharské carství – Teodor Svetoslav
- Byzantská říše – Andronikos II. Palaiologos

Blízký východ a severní Afrika
- Kyperské království – Jindřich II. Kyperský
- Osmanská říše – Osman I.

Afrika
- Habešské císařství – Ouédem-Arad